# Râul Valea Pietrelor, Sbârcioara
Râul Valea Pietrelor este un afluent al râului Valea Coacăzei. 

## Hărți
- Harta județului Brașov